# Best Ballads
Best Ballads — збірка найкращих балад каліфорнійського гурту Toto, яка була видана у 1996 році, у країнах Бенілюксу.

## Композиції
1. «A Secret love» — (Steve Porcaro, David Paich, Bobby Kimball) — 3:07
2. «I'll Be over You» — (Steve Lukather, Randy Goodrum) — 3:49
3. «Africa» — (David Paich, Jeff Porcaro) — 4:54
4. «99» — (David Paich) — 5:13
5. «Mama» — (David Paich, Bobby Kimball) — 5:13
6. «Somewhere Tonight» — (Steve Lukather, David Paich, Jeff Porcaro) — 3:42
7. «Takin' it back» — (Steve Porcaro) — 3:45
8. «I Won't Hold You Back» — (Steve Lukather) — 4:56
9. «Anna» — (Steve Lukather, Randy Goodrum) — 4:54
10. «Georgy Porgy» — (David Paich) — 4:09
11. «Lea» — (Steve Porcaro) — 4:30
12. «It's a feeling» — (Steve Porcaro) — 3:04
13. «Rosanna» — (David Paich) — 5:30
14. «Angela» — (David Paich) — 4:43
15. «Only You» — (Toto) — 4:22
16. «Out of love» — (Jean-Michel Byron, Steve Lukather) — 5:54
17. «2 hearts» — (Steve Lukather) — 5:02